# Distretto di Bulandshahr
Bulandshahr (o Bulandshahar) è un distretto dell'India di 3,499,171 abitanti situato nello stato federato di Uttar Pradesh nel nord dell'India. Capoluogo del distretto è Bulandshahr.